# Jens Bergensten

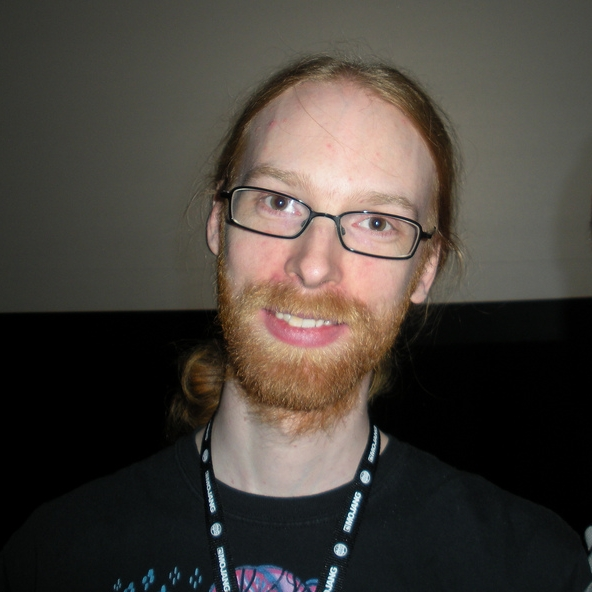
Jens Bergensten auf der MineCon 2011

Jens Peder Bergensten (* 18. Mai 1979), auch bekannt als Jeb oder jeb_, ist ein schwedischer Spieleentwickler. Seit dem 1. Dezember 2010 arbeitet er für das Entwicklerstudio Mojang Studios und ist dort der leitende Entwickler für das Spiel Minecraft.

## Leben
Bergensten programmierte bereits im Alter von 11 Jahren seine ersten Spiele in verschiedenen BASIC-Dialekten. Im Alter von 21 Jahren betätigte er sich als Mapper und Modder für den Ego-Shooter Quake III Arena. Später arbeitete er als C++-Programmierer für den schwedischen Spieleentwickler Korkeken Interactive Studio, der später unter dem Namen Oblivion Entertainment firmierte. In dieser Zeit begann er mit der Entwicklung eines Online-Rollenspiels namens Whispers in Akarra, dessen Entwicklung er jedoch später mangels Interesse einstellte.
Nach der Insolvenz von Oblivion zog Bergensten nach Malmö und erwarb dort 2008 seinen Master-Abschluss in Informatik. Während seines Studiums gründete er zusammen mit Daniel Brynolf und Pontus Hammarber das Independent-Entwicklungsstudio Oxeye Game Studio, welches für die Entwicklung von Spielen wie dem Jump ’n’ Run Cobalt oder dem Echtzeit-Strategiespiel Harvest: Massive Encounter verantwortlich ist.
Bis zum 24. November 2010 arbeitete Bergensten für das Online-Wissensnetzwerk Planeto.

### Mojang und Minecraft
Ursprünglich wurde Bergensten als Back-end-Entwickler für das digitale Fantasy-Sammelkartenspiel Scrolls eingestellt. Mit der Zeit programmierte er aber immer größere Teile des Spiels Minecraft, dessen weitere Entwicklung er seit dem 1. Dezember 2011 als leitender Programmierer und Designer maßgeblich bestimmt, nachdem Markus Persson von diesem Posten zurückgetreten war.

### Privates
Seit Mitte 2011 lebt Bergensten mit seiner Frau Jenny (geb. Thornell) in Stockholm; das Paar ist seit Mai 2013 verheiratet. Im Dezember 2015 kam der gemeinsame Sohn Björn zur Welt.

## Spiele
- Whispers in Akarra (2002), Online-Rollenspiel
- The Strategist, Rundenbasiertes Strategiespiel
- Harvest: Massive Encounter (2008), Echtzeit-Strategiespiel
- Cobalt, Jump ’n’ Run
- Minecraft, Open-World-Spiel